# World Club Challenge 1976
El World Club Challenge de 1976 fue la primera edición del torneo de rugby league más importante de clubes a nivel mundial.

## Formato
Se enfrentan los campeones del año anterior de las dos ligas más importantes de rugby league del mundo, la National Rugby League y la Super League.

## Participantes
| Liga                       | Ganador                  |
| -------------------------- | ------------------------ |
| National Rugby League 1975 | Eastern Suburbs Roosters |
| RFL Championship 1974-75   | St Helens RFC            |

## Encuentro
| 29 de junio de 1976 | Eastern Suburbs Roosters | 25 - 2 | St Helens RFC | Sydney Cricket Ground, Sídney   |  |
|                     |                          |        |               | Asistencia: 26 856 espectadores |  |

| Bandera de Australia             |
| Campeón Eastern Suburbs Roosters |
| Primer título                    |